# Hans Freytag (Diplomat)
Hans Freytag (* 10. Juni 1869 in Gotha; † 2. April 1954 in Darmstadt) war ein deutscher Diplomat im Deutschen Kaiserreich und in der Weimarer Republik bis in die Zeit des Nationalsozialismus.

## Leben
Hans Freytag wurde als Sohn des Landschafts- und Porträtmalers Richard Freytag und der Anna, geb. Besser geboren. Er besuchte das Gymnasium Ernestinum in Gotha. Ab 1889 studierte er in Jena, Berlin und Leipzig Rechtswissenschaften und war seit 1893 im sächsisch-coburgisch-gothaischen Justizdienst. 
1903 wurde Freytag in den Auswärtigen Dienst berufen und wurde bis zum Ausbruch des Ersten Weltkriegs in Brasilien, Frankreich und Bulgarien eingesetzt, während des Krieges war er Konsul in Athen und Belgrad. In der Zeit zwischen Oktober 1918 und der Ausrufung der ungarischen Räterepublik leitete er das Generalkonsulat in Budapest. Von 1921 bis 1926 war Freytag Geschäftsträger und Gesandter in Bukarest. In Berlin leitete er danach bis 1932 die Kulturabteilung im Auswärtigen Amt. Vom 14. Januar 1933 bis zum 27. September 1934 war er noch Gesandter in Lissabon, bevor er in den Ruhestand ging.

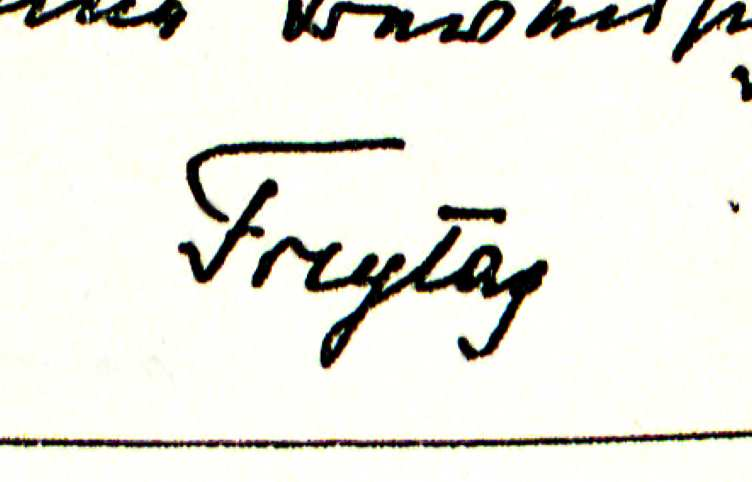
Signatur 1927

Freytag veröffentlichte verschiedene Zeitungs- und Zeitschriftenbeiträge über die deutsche Kulturpolitik im Ausland und erhielt im Juli 1930  die Ehrendoktorwürde.